# Ассоциация сибирских и дальневосточных городов
Ассоциация сибирских и дальневосточных городов (АСДГ) — добровольная организация межмуниципального сотрудничества городов Сибири и Дальнего Востока, образованная в 1986 году. Деятельность Ассоциации заключается в содействии социально-экономическому развитию муниципалитетов, организации местного самоуправления и межмуниципальному сотрудничеству.

## История
Ассоциация сибирских и дальневосточных городов была создана в первый год перестройки, в 1986 году, когда реформировались административные, социально-экономические системы, менялась идеология. Руководители городов уже тогда стали понимать, что все проблемы переходного периода придется решать на муниципальном уровне, и именно тогда ученые Института экономики СО РАН решили провести небольшую конференцию о назревающих проблемах с участием глав нескольких сибирских городов. Местом встречи стал поселок Листвянка Иркутской области. Там и было принято решение бороться с городскими проблемами сообща.
За годы своего существования Ассоциация сибирских и дальневосточных городов превратилась в мощный и эффективный механизм межмуниципального сотрудничества. В истории АСДГ было много непростых моментов, но она всегда находила адекватные формы работы в изменившихся условиях.

## Деятельность
- В 1989 году Ассоциацией был учреждён хозрасчётный выставочный центр «Сибирская ярмарка». Постепенно «Сибирская ярмарка» стала одним из крупнейших выставочных центров страны, производящем более 100 промышленных выставок в год.[1]
- В 1992 году Ассоциацией была создана Информационная сеть АСДГ для обеспечения органов местного самоуправления оперативной информацией по каналам компьютерной модемной связи — единственная в России межрегиональная муниципальная информационная сеть, располагающая информационно-компьютерными банками нормативно-правовых и распорядительных документов местного самоуправления и субъектов РФ, включая справочную информацию о социально-экономическом развитии городов Сибири, Дальнего Востока и, частично, Урала.[1]
- В 1993 году Ассоциация первой в России внедрила систему организации обмена опытом в решении вопросов местного значения, работе по повышению квалификации муниципальных служащих.[2]
- В 2000—2001 годах Ассоциация активно участвовала в разработке Федерального закона № 131-ФЗ «Об общих принципах организации местного самоуправления в Российской Федерации».[2]
- В 2004 году Ассоциация приняла участие в создании межрегиональной ассоциации «Сибирское соглашение», образовавшей площадку для горизонтального взаимодействия сибирских регионов.[3]
- В 2006 году Ассоциация выступила инициатором мониторинга реализации приоритетных национальных проектов на муниципальном уровне. Результатом данной инициативы стало проведение первого масштабного социологического исследования на эту тему в российских муниципальных образованиях.[1]
- С 2008 года Ассоциация начала совместно с Общероссийским конгрессом муниципальных образований выпускать «Информационный бюллетень местного самоуправления», став тем самым общероссийским информационным центром для муниципалитетов.[4]
- В 2010 и 2011 годах Ассоциация совместно с Сибирским отделением РАН проводила Открытый межрегиональный конкурс инновационных проектов по энергоресурсосбережению.[5]

С декабря 2017 года Ассоциация сибирских и дальневосточных городов начала проводить курсы повышения квалификации по программам дополнительного профессионального образования.

## Состав ассоциации
Ассоциация объединяет 68 муниципальных образований Дальнего Востока, Сибири и Урала.
| Абаза                | Кызыл                    | Северск           |
| Абакан               | Кяхта                    | Славгород         |
| Айхал                | Ленск                    | Советская Гавань  |
| Ангарский район      | Ленский район            | Стрежевой         |
| Артем                | Магадан                  | Сургут            |
| Барнаул              | Мирнинский район         | Сургутский район  |
| Бердск               | Мирный                   | Тайшет            |
| Бийск                | Надым                    | Томск             |
| Благовещенск         | Надымский район          | Туруханский район |
| Братск               | Невельск                 | Тюмень            |
| Горно-Алтайск        | Нерюнгри                 | Улан-Удэ          |
| Губкинский           | Нерюнгринский район      | Уссурийск         |
| Дудинка              | Николаевский район       | Усть-Илимск       |
| Енисейск             | Новоалтайск              | Хабаровск         |
| Зеленогорск          | Новосибирск              | Ханты-Мансийск    |
| Зима                 | Новый Уренгой            | Холмск            |
| Иркутск              | Норильск                 | Черемхово         |
| Ишим                 | Нягань                   | Чита              |
| Камень-на-Оби        | Обь                      | Шелеховский район |
| Кемерово             | Омск                     | Шимановск         |
| Кемеровский район    | Петропавловск-Камчатский | Южно-Сахалинск    |
| Комсомольск-на-Амуре | Саяногорск               | Ялуторовск        |
| Красноярск           | Саянск                   | Якутск            |

## Президенты ассоциации
- 1986 — Баварин, Владимир Николаевич — председатель Барнаульского горисполкома.
- 1987 — Токарь, Виктор Андреевич — председатель Тюменского горисполкома.
- 1988—1990 — Индинок, Иван Иванович — председатель Новосибирского горисполкома.
- 1991 — Павлов, Геннадий Павлович — председатель Омского горисполкома.
- 1992 — Баварин, Владимир Николаевич — глава администрации г. Барнаула.
- 1993 — Бабун, Роальд Владимирович — председатель Новокузнецкого горсовета.
- 1994—1995, 1999 — Толоконский, Виктор Александрович — мэр Новосибирска.
- 1996—1997 — Говорин, Борис Александрович — мэр Иркутска.
- 1998 — Рощупкин, Валерий Павлович — глава городского самоуправления Омска (1998)
- 2000—2001 — Макаров, Александр Сергеевич — мэр Томска, (2000, 2001)
- 2002 — Пимашков, Пётр Иванович — мэр Красноярска (2002)
- 2003 −2014 — Городецкий, Владимир Филиппович — мэр Новосибирска.
- с 2014—2019 — Соколов, Александр Николаевич — мэр Хабаровска[6].
- с 2019 — 2020 — Кляйн Иван Григорьевич — мэр Томска.
- с 2021 — 2022 — Еремин Сергей Васильевич, Глава Красноярска.

## Вице-президенты
- Локоть, Анатолий Евгеньевич
- Бабун, Роальд Владимирович